# Markus Böhm
Markus Böhm (* 1953 in Köln) ist ein deutscher Informatiker und Maler.

## Leben
Als Enkel von Dominikus Böhm und Sohn von Gottfried und Elisabeth Böhm wuchs Böhm in einer Architektenfamilie auf. Er studierte nach seinem Abitur Informatik mit dem Nebenfach Geologie in Berlin und ist seit 1993 als autodidaktischer Maler freiberuflich tätig. Als Informatiker arbeitete er unter anderem im väterlichen Büro an der Kuppelentwicklung für den Entwurf des Berliner Reichstagsgebäudes mit.

## Werk
Wie seine Brüder war Markus Böhm seit seiner Studienzeit an Entwürfen und Ausführung von Malerei an den Böhm-Gebäuden beteiligt, wobei sich durch die gemeinschaftliche Arbeit nicht immer nachvollziehen lässt, von wem welches Detail stammt. Er schuf unter anderem Werke für die Krypta der Wallfahrtskirche in Neviges, die Zentralbibliothek in Ulm, den Gasometer des Hans Otto Theaters in Potsdam und das Kaufhaus Peek & Cloppenburg Berlin. Der Schutzbau an der „Schottenkirche“ St. Jakob in St. Regensburg von 1999 ist ein gemeinsamer Entwurf von Gottfried, Markus und Peter Böhm.

## Ausstellungen
- 2013: Visionen. Gottfried Böhm – Markus Böhm. Aedes Architekturforum, Berlin[6]
- 2017/2018: Die Böhms – Ein Jahrhundert Architektur und Kunst. Museum Moderner Kunst, Passau[7][8]